# Scaphiodonichthys burmanicus
Scaphiodonichthys burmanicus és una espècie de peix cipriniforme de la família dels ciprínids.

## Morfologia
- Els mascles poden assolir 22 cm de longitud total.[5][6]

## Alimentació
Menja principalment larves d'insectes i, també petites quantitats de detritus.

## Hàbitat
És un peix d'aigua dolça i de clima tropical.

## Distribució geogràfica
Es troba a Àsia: des del nord de Tailàndia fins a Cambodja i el sud del Vietnam. També és present a Myanmar.